# نقش‌برجسته سنگی (نقش شیخ خان)
نقش برجسته سنگی (نقش شیخ خان) مربوط به هزاره سوم و ۲ قم است و در سرپل ذهاب، شمال غربی شهر واقع شده و این اثر در تاریخ ۲۹ آذر ۱۳۱۶ با شمارهٔ ثبت ۳۰۵ به‌عنوان یکی از آثار ملی ایران به ثبت رسیده است.